# Onthophagus koni
Onthophagus koni är en skalbaggsart som beskrevs av Teruo Ochi 2007. Onthophagus koni ingår i släktet Onthophagus och familjen bladhorningar. Inga underarter finns listade i Catalogue of Life.